# Az év portugál labdarúgója
- 1970: Diário Popular
- 1971-2000 - CNID
- 2001-2002 - Record
- 2003-2006 - O Jogo

Jegyzet: 2001–2006 között csak azoknak a labdarúgóknak osztották ki, akik Portugáliában játszottak. 
| Szezon | Nyertes             | Klubcsapat                 |
| ------ | ------------------- | -------------------------- |
| 1970   | Eusébio             | Benfica                    |
| 1971   | Nené                | Benfica                    |
| 1972   | Toni                | Benfica                    |
| 1973   | Eusébio             | Benfica                    |
| 1974   | Humberto Coelho     | Benfica                    |
| 1975   | Teófilo Cubillas    | Porto                      |
| 1976   | Chalana             | Benfica                    |
| 1977   | Bento               | Benfica                    |
| 1978   | António Oliveira    | Porto                      |
| 1979   | José Costa          | Porto                      |
| 1980   | Jordão              | Sporting                   |
| 1981   | António Oliveira    | Penafiel / Sporting        |
| 1982   | António Oliveira    | Sporting                   |
| 1983   | Fernando Gomes      | Porto                      |
| 1984   | Chalana             | Benfica                    |
| 1985   | Carlos Manuel       | Benfica                    |
| 1986   | Paulo Futre         | Porto                      |
| 1987   | Paulo Futre         | Porto / Atlético de Madrid |
| 1988   | Rui Barros          | Porto / Juventus           |
| 1989   | Vítor Baía          | Porto                      |
| 1990   | Domingos            | Porto                      |
| 1991   | Vítor Baía          | Porto                      |
| 1992   | João Pinto          | Benfica                    |
| 1993   | João Pinto          | Benfica                    |
| 1994   | João Pinto          | Benfica                    |
| 1995   | Luís Figo           | Sporting / Barcelona       |
| 1996   | Luís Figo           | Barcelona                  |
| 1997   | Luís Figo           | Barcelona                  |
| 1998   | Luís Figo           | Barcelona                  |
| 1999   | Luís Figo           | Barcelona                  |
| 2000   | Luís Figo           | Barcelona / Real Madrid    |
| 2001   | Petit               | Boavista                   |
| 2002   | Mário Jardel        | Sporting                   |
| 2003   | Ricardo Carvalho    | Porto                      |
| 2004   | Deco                | Porto                      |
| 2005   | Ricardo Quaresma    | Porto                      |
| 2006   | Ricardo Quaresma    | Porto                      |
| 2007   | Simão Sabrosa       | Benfica                    |
| 2008   | Lisandro López      | Porto                      |
| 2009   | Bruno Alves         | Porto                      |
| 2010   | David Luiz          | Benfica                    |
| 2011   | Hulk                | Porto                      |
| 2012   | Hulk                | Porto                      |
| 2013   | Nemanja Matić       | Benfica                    |
| 2014   | Enzo Pérez          | Benfica                    |
| 2015   | Jonas               | Benfica                    |
| 2016   | Jonas               | Benfica                    |
| 2017   | Pizzi Fernandes     | Benfica                    |
| 2018   | Bruno Fernandes     | Sporting                   |
| 2019   | Bruno Fernandes     | Sporting                   |
| 2020   | Jesús Manuel Corona | Porto                      |
| 2021   | Sebastián Coates    | Sporting                   |
| 2022   | Darwin Núñez        | Benfica                    |